# Paul Baysse
Paul Baysse (Talence, 18 de mayo de 1988) es un exfutbolista francés que jugaba en la demarcación de defensa.

## Biografía
Empezó a formarse como futbolista desde los seis años en el A.S. Saint-Aubin de Médoc. Dos años después fue fichado por la cantera del FC Saint-Médard-en-Jalles, hasta que finalmente en el año 2000 fue traspasado a la disciplina del F. C. Girondins de Burdeos, donde permaneció hasta 2007, momento en el que empezó a formar parte del primer equipo, aunque nunca llegó a disputar ningún partido, por lo que se marchó en calidad de cedido al C. S. Sedan para jugar en la Ligue 2. Tras una temporada, finalmente fue traspasado al club hasta 2010, cuando fichó por el Stade Brest, jugando por primera vez en la máxima división del fútbol francés. Tras un breve paso por a cantera del A. S. Saint-Étienne y por el primer equipo, en 2015 fichó por el O. G. C. Niza.
En junio de 2017 fichó por el Málaga C. F. hasta la temporada 2019-20 con opción a una más.
Se retiró el 5 de septiembre de 2022 siendo jugador del F. C. Girondins de Burdeos, club en el que continuó como embajador. En agosto de 2024 decidió volver a jugar para ayudar al primer equipo tras el descenso administrativo al Championnat National 2. Jugó al principio de temporada con el filial antes de volver a retirarse.

## Clubes
| Club                            | País    | Año       | Partidos | Goles |
| ------------------------------- | ------- | --------- | -------- | ----- |
| F. C. Girondins de Burdeos      | Francia | 2007      | 0        | 0     |
| C. S. Sedan (cedido)            | Francia | 2007-2010 | 94       | 8     |
| Stade Brest                     | Francia | 2010-2013 | 89       | 4     |
| A. S. Saint-Étienne             | Francia | 2013-2015 | 14       | 1     |
| O. G. C. Niza                   | Francia | 2015-2017 | 57       | 2     |
| Málaga C. F.                    | España  | 2017      | 16       | 1     |
| F. C. Girondins de Burdeos      | Francia | 2018      | 9        | 0     |
| S. M. Caen (cedido)             | Francia | 2018-2019 | 24       | 0     |
| F. C. Girondins de Burdeos      | Francia | 2019-2022 | 33       | 2     |
| F. C. Girondins de Burdeos "II" | Francia | 2024      | 3        | 0     |